# Inmigración checa en Argentina

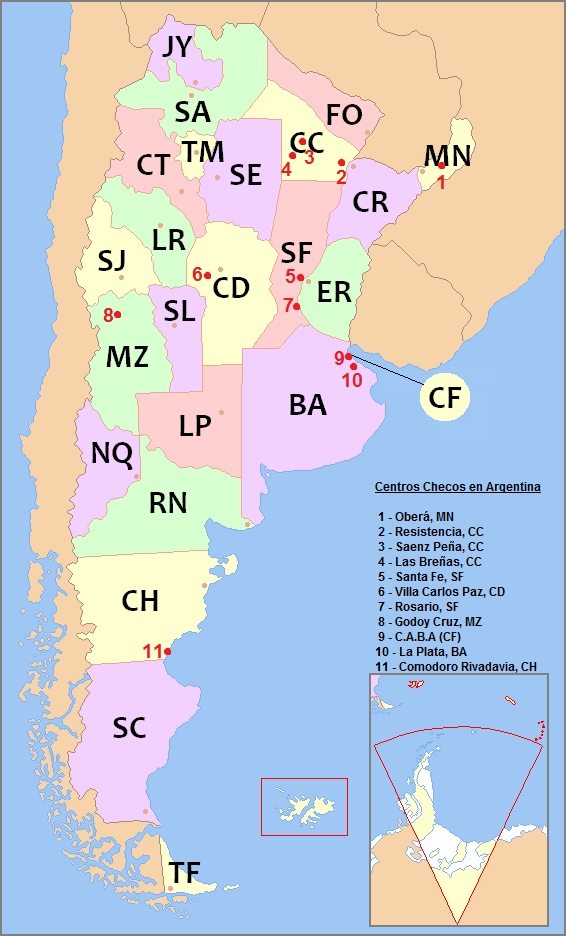
Principales ciudades en las que viven los descendientes de checos en Argentina

La inmigración checa en Argentina comenzó antes de la Primera Guerra Mundial y se dividió en cuatro períodos. Se calcula que en total arribaron cerca de 40 mil checos y eslovacos hasta la década de 1950. Argentina posee la mayor comunidad de checos en América Latina y la tercera en el continente americano después de Estados Unidos y Canadá. Se establecieron sobre todo en la ciudad de Buenos Aires, el Gran La Plata, Rosario (Santa Fe) y la provincia del Chaco.

## Oleadas migratorias

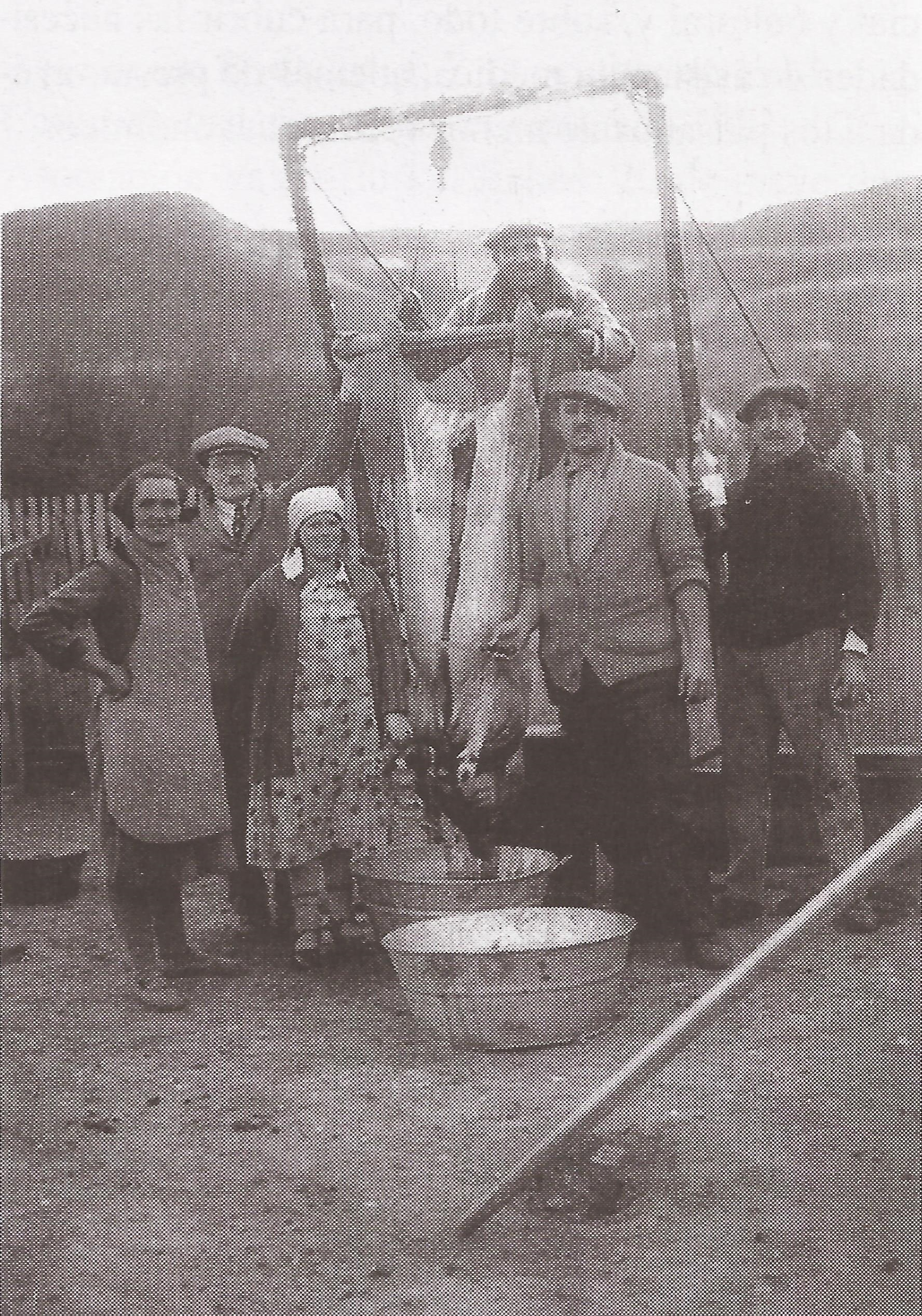
Vida cotidiana de inmigrantes checos en Comodoro Rivadavia, provincia del Chubut, en los años 1920.

Se registran cuatro períodos de inmigración checa en Argentina. El primero es ligeramente anterior a la Primera Guerra Mundial, el segundo durante las décadas de 1920 y 1930, el tercero durante la Segunda Guerra Mundial y el cuarto, de mucho menor magnitud, durante la década de 1990. Durante las dos primeras etapas, el grupo migratorio está mayoritariamente integrado por obreros y campesinos que llegan motivados por cuestiones económicas. En la tercera etapa, arriban también inmigrantes checos en carácter de exiliados políticos. Huían, sobre todo, de la creciente presencia nazi en Europa Central, así como también después de 1945 llegaron algunos alemanes étnicos checoslovacos víctimas de la expulsión de alemanes de Checoslovaquia, principalmente de la región de los Sudetes. La pequeña oleada de la década de 1990 está integrada por estamentos sociales varios y las razones de la inmigración obedecen a cuestiones económicas pero también de interés propio de los recién llegados.

### Puertos de emigración
Se estima que la mayoría de los inmigrantes checos que llegaron al país lo hicieron desde los puerto alemán de Bremen (aquellos checos que por entonces vivían bajo áreas anexadas por Alemania) y desde el puerto italiano de Trieste (aquellos que vivían bajo la órbita del Imperio austrohúngaro).

## Situación en Argentina
Según Radio Praga Internacional, durante el gobierno de Juan Domingo Perón, algunos  inmigrantes checos en la Argentina, especialmente los recién llegados, fueron perseguidos por el gobierno, que los creía posibles seguidores del comunismo.
En la ciudad de Mendoza, se llegó a cerrar el club checo fruto de esas presiones.

## Principales lugares dónde se establecieron
La mayor comunidad de descendientes de checos en Argentina se encuentra en la ciudad de Saénz Peña, provincia de Chaco. Según investigaciones, sus orígenes se remontan a 1913, con la llegada de los inmigrantes Juan Novotny y Pedro Šašvata a la ciudad. Con el correr de las décadas, la colectividad checa fundó una cooperativa, dos clubes deportivos y otras asociaciones en las que aún se puede aprender checo y danzas típicas.
Existen pequeñas comunidades en ciudades como Buenos Aires, Rosario, Oberá (provincia de Misiones), Villa Carlos Paz y Mendoza. También hay colectividades en Ensenada y Berisso.

## Instituciones

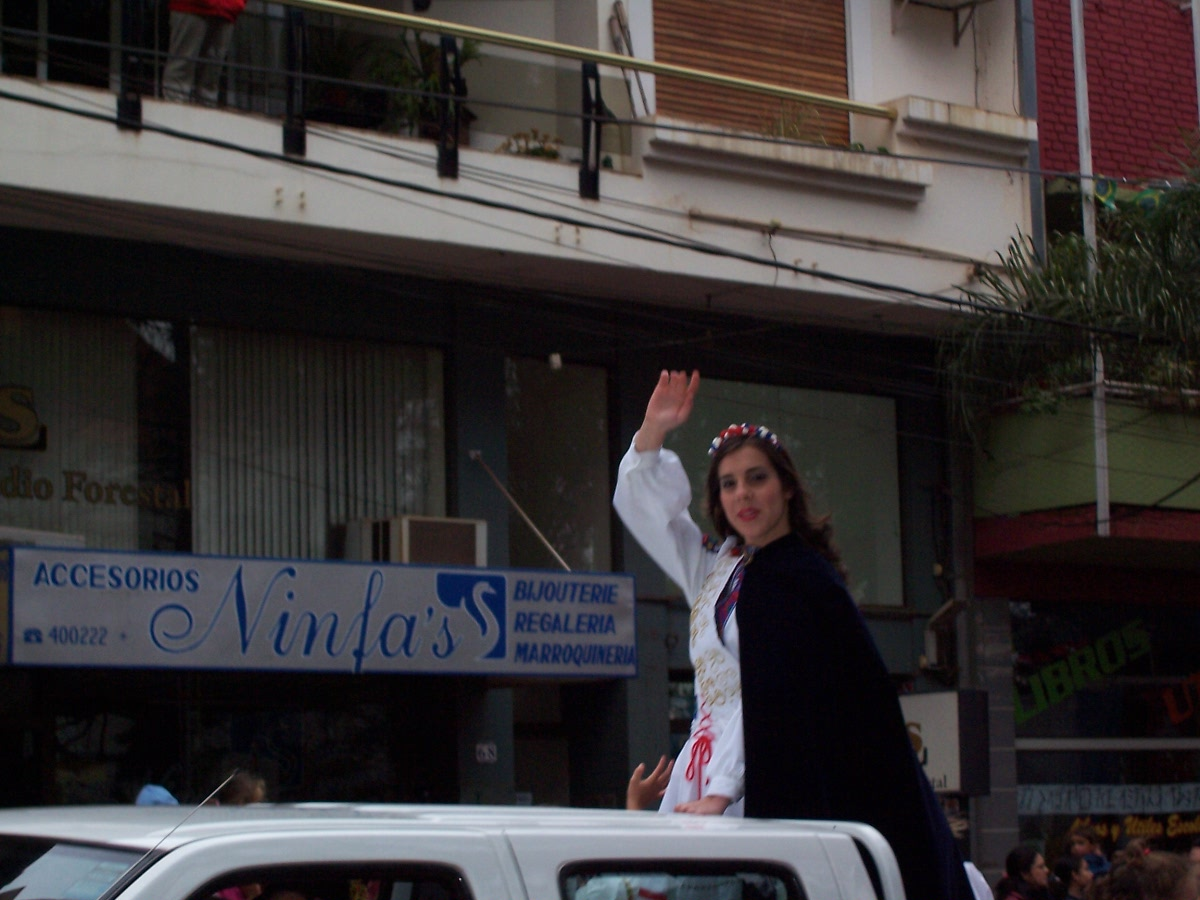
Reina de la colectividad checa de Oberá, provincia de Misiones, en el tradicional Desfile del Inmigrante, en el marco de la XXVI Fiesta Nacional del Inmigrante, en 2005.

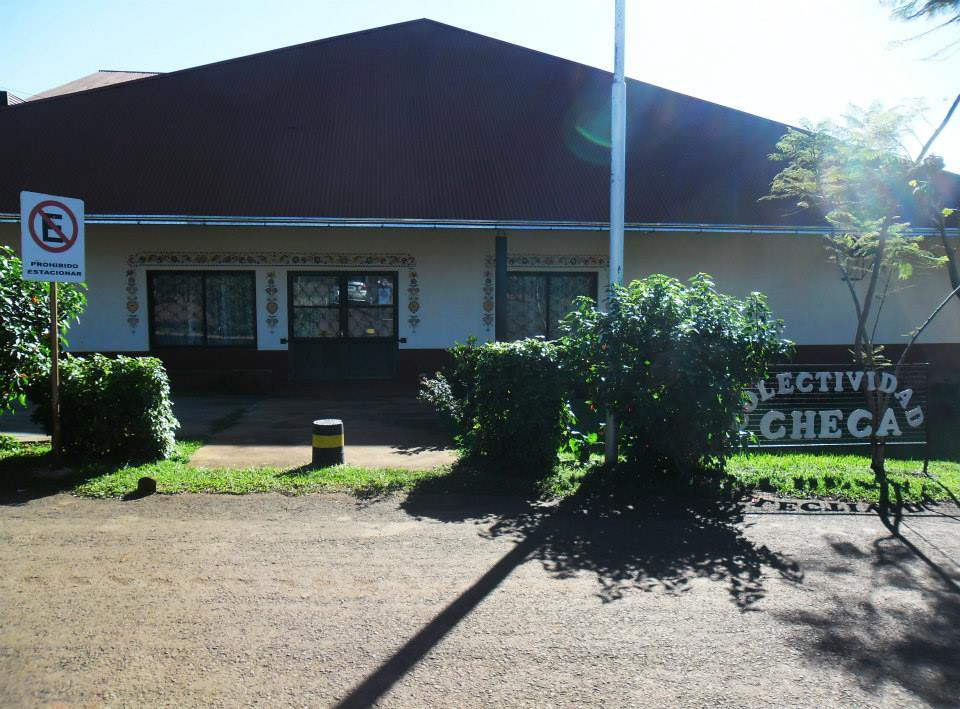
Casa de la colectividad checa en Oberá.

Actualmente, las principales instituciones referentes de las comunidades checa y eslovaca en Argentina son:

### En Buenos Aires
- El Centro Cultural Eslovaco (en el barrio de Boedo, Buenos Aires)
- Casa Checa (Česky-Dům) en Buenos Aires.
- El Conjunto Folklórico Checoslovaco Sokol
- Centro Cultural Checo de Argentina

### En Saénz Peña (Chaco)
- Cooperativa Agropecuaria La Unión[9]
- Unión Checoslovaca[9]
- Club Deportivo Sokol[9]
- Club Deportivo Morava[9]